# 扬州市第四人民医院
扬州市第四人民医院，是中国江苏省的一所医院，为二级甲等医院，位于扬州市沿河街51号。

## 规模
扬州市第四人民医院总床位250张，日门诊量326人次。